# The Boldons
The Boldons è un gruppo di tre villaggi - East Boldon, West Boldon e Boldon Colliery - di 13 271 abitanti della contea del Tyne and Wear, in Inghilterra.